# Polifemo (Sebastiano del Piombo)
Il Polifemo è un affresco (295 × 225 cm) di Sebastiano del Piombo, databile al 1512 circa e conservato nella Villa Farnesina di Roma. Situato accanto al Trionfo di Galatea di Raffaello, è in continuità iconografica con esso.

## Storia
Il ricchissimo banchiere Agostino Chigi si era fatto costruire tra il 1509 e il 1512 una sontuosa villa "di delizie" da Baldassarre Peruzzi, su un terreno circondato da giardini tra via della Lungara e il Tevere, detta in seguito "della Farnesina".
La decorazione pittorica si avviò prestissimo, via via che gli ambienti erano completati, e interessò alcuni dei migliori artisti attivi a Roma, tra cui, oltre al Peruzzi stesso, Sebastiano del Piombo, il Sodoma e Raffaello.
Sebastiano del Piombo era venuto da Venezia proprio al seguito del Chigi e presso di lui trovò i primi incarichi a Roma. In particolare gli vennero affidate otto lunette nella Sala di Galatea al pian terreno della villa. Qualche mese dopo, quando Raffaello aveva terminato il Trionfo di Galatea, il Piombo iniziò a dipingere il riquadro adiacente a sinistra, con Polifemo che guarda idealmente l'apoteosi della ninfa amata.
Probabilmente le pareti dovevano essere decorate, nei piani iniziali, da altre scene della storia della ninfa, mai completate: per questo gli i due affreschi esistenti non raffigurano gli eventi principali delle sue storie.

## Descrizione e stile
Fonte della rappresentazione fu Teocrito (Idilli) o Ovidio (Metamorfosi), magari filtrato dal Poliziano, o Apuleio (Asino d'oro). L'affresco mostra un enorme Polifemo che, in una monumentale torsione, rivolge il proprio sguardo malinconico verso il mare a destra, seduto su un idilliaco litorale sabbioso. Tiene in mano un bastone da pastore e un flauto, ed ha vicino un cane.
La ricchezza e la densità del colore nella sua veste azzurra, così come gli effetti di avvolgimento atmosferico nel paesaggio (per quanto possibili nella tecnica ad affresco), rimandano al colorismo veneziano e all'intonazione malinconica dei seguaci di Giorgione, di cui Sebastiano faceva parte. Egli fu il primo a portare queste novità a Roma, riscuotendo un discreto successo.
La monumentalità della figura rimanda all'esempio di Michelangelo, che proprio in quegli anni aveva scoperto gli affreschi della volta della Cappella Sistina, ma ha anche precedenti in area veneziana, come gli affreschi del Fondaco dei Tedeschi di Giorgione e del giovane Tiziano.